# Luo Honghao
Dans ce nom chinois, le nom de famille, Luo, précède le nom personnel Honghao.
Luo Honghao (mandarin : 罗弘昊 ; pinyin : Luó Hónghào), né le 31 janvier 2000 à Nanchang, dans la province de Jiangxi, en Chine, est un joueur chinois professionnel de snooker.
Finaliste du championnat du monde de snooker des moins de 21 ans en 2017, Luo devient champion de la fédération internationale de snooker (WSF) en 2018.

## Carrière
Pianiste accompli, Luo choisit néanmoins de faire carrière dans le snooker à l'âge de 11 ans.
Luo se révèle à Pékin, à l'occasion de l'Open de Chine en 2018, à peine quelques semaines après son titre de champion de la fédération. Il bat successivement Anthony McGill (6-4) et Duane Jones (en) (6-5) pour rallier les huitièmes de finale de l'épreuve, mais il est défait par Tom Ford 6 frames à 2.
Luo passe professionnel pour la saison 2018-2019, ce qui lui permet de participer à plus de tournois du calendrier snooker. Il fait à nouveau parler de lui lors de l'Open d'Angleterre 2018 puisqu'il atteint les quarts de finale d'un tournoi classé pour la première fois de sa carrière. Le Chinois connait un beau parcours : il bat à nouveau Anthony McGill et s'offre une victoire de prestige en huitièmes de finale, face à Neil Robertson, qu'il bat 4-2. En quarts, il accroche pendant quatre frames Ronnie O'Sullivan (menant 3-1), mais finit par s'incliner 5-3, contre un joueur plus fort que lui sur le format long. Luo réussit également à se qualifier pour le Championnat du monde au mois d'avril. En qualifications, il bat Marco Fu (10-7), Robbie Williams (10-8) et Tom Ford (10-9). Son parcours s'arrête au premier tour, où il est largement dominé par l'anglais Shaun Murphy, sur le score record de 10 manches à 0. Murphy est ainsi devenu le deuxième joueur à réussir cette performance dans ce tournoi.
Luo Honghao débute de la meilleure des manières sa deuxième saison sur le circuit professionnel. Il élimine David Grace, Mark Williams et Gary Wilson pour atteindre les quarts de finale de la première épreuve classée de la saison, les Masters de Riga. Ces bons résultats le maintiennent au 70e rang mondial, son meilleur classement à ce jour. Lors du championnat de Chine de 2019, Luo Honghao élimine l'Anglais Ricky Walden au premier tour (5-4), avant de s'incliner au tour suivant face au futur finaliste sortant de l'épreuve, le no 3 mondial, Mark Williams.

## Palmarès
| Légende | Catégorie                      | Titres                         | Finales                        |
|         | Tournois classés               | 0                              | 0                              |
|         | Tournois non classés           | 0                              | 0                              |
|         | Tournois amateurs              | 1                              | 1                              |
| Gras    | Tournois de la triple couronne | Tournois de la triple couronne | Tournois de la triple couronne |

### Titres
| Saison | Nom du tournoi        | Lieu  | Finaliste     | Score | Tableau |
| 2018   | Championnat de la WSF | Qawra | Adam Stefanow | 6-0   |         |

### Finales
| Saison | Nom du tournoi                                   | Lieu  | Finaliste   | Score | Tableau |
| 2017   | Championnat du monde amateur des moins de 21 ans | Pékin | Fan Zhengyi | 6-7   |         |